# Borussia Verein für Leibesübungen 1900 Mönchengladbach 1966-1967
Questa voce raccoglie le informazioni riguardanti il Borussia Verein für Leibesübungen 1900 Mönchengladbach nelle competizioni ufficiali della stagione 1966-1967.

## Stagione
Nella stagione 1966-1967 il Borussia Mönchengladbach, allenato da Hennes Weisweiler, concluse il campionato di Bundesliga all'8º posto. In Coppa di Germania il Borussia Mönchengladbach fu eliminato al primo turno dallo Schalke 04.

## Rosa
| N. |                     | Ruolo | Calciatore        |
| -- | ------------------- | ----- | ----------------- |
|    | Germania (bandiera) | P     | Volker Danner     |
|    | Germania (bandiera) | P     | Manfred Orzessek  |
|    | Kosovo (bandiera)   | D     | Vladimir Durković |
|    | Germania (bandiera) | D     | Arno Ernst        |
|    | Germania (bandiera) | D     | Albert Jansen     |
|    | Germania (bandiera) | D     | Manfred Kempers   |
|    | Germania (bandiera) | D     | Heinz Lowin       |
|    | Germania (bandiera) | D     | Manfred Vitus     |
|    | Germania (bandiera) | D     | Berti Vogts       |
|    | Germania (bandiera) | D     | Walter Wimmer     |
|    | Germania (bandiera) | D     | Heinz Wittmann    |
|    | Germania (bandiera) | C     | Gerhard Elfert    |

| N. |                     | Ruolo | Calciatore           |
| -- | ------------------- | ----- | -------------------- |
|    | Germania (bandiera) | C     | Egon Milder          |
|    | Germania (bandiera) | C     | Günter Netzer        |
|    | Germania (bandiera) | C     | Rudolf Pöggeler      |
|    | Germania (bandiera) | C     | Heinz-Willi Raßmanns |
|    | Germania (bandiera) | C     | Werner Waddey        |
|    | Germania (bandiera) | A     | Jupp Heynckes        |
|    | Germania (bandiera) | A     | Herbert Laumen       |
|    | Germania (bandiera) | A     | Bernd Rupp           |
|    | Germania (bandiera) | A     | Dieter Schollbach    |
|    | Germania (bandiera) | A     | Erwin Spinnler       |
|    | Germania (bandiera) | A     | Herbert Wimmer       |

## Organigramma societario
Area tecnica
- Allenatore: Hennes Weisweiler
- Allenatore in seconda:
- Preparatore dei portieri:
- Preparatori atletici:

## Calciomercato

### Sessione estiva
| Acquisti | Acquisti          | Acquisti       | Acquisti |
| R.       | Nome              | da             | Modalità |
| -------- | ----------------- | -------------- | -------- |
| P        | Volker Danner     | Saarbrücken    |          |
| D        | Vladimir Durković | Stella Rossa   |          |
| A        | Dieter Schollbach | Hertha Berlino |          |
| A        | Herbert Wimmer    | Borussia Brand |          |

| Cessioni | Cessioni          | Cessioni  | Cessioni |
| R.       | Nome              | a         | Modalità |
| -------- | ----------------- | --------- | -------- |
| P        | Jovan Ćurčić      | Elinkwijk |          |
| D        | Heinz de Lange    | VfR Neuss |          |
| A        | Günter Funke      | Coblenza  |          |
| P        | Rudolf Krätschmer | Coblenza  |          |

## Risultati

### Bundesliga

#### Girone di andata
| Gelsenkirchen 20 agosto 1966, ore 16:00 CET 1ª giornata | Schalke 04 | 0 – 0 referto | Borussia M'gladbach | Glückauf-Kampfbahn (25 000 spett.)\| Arbitro: \| Handwerker \| |
| Arbitro:                                                | Handwerker |               |                     |                                                                |

| Arbitro: | Heumann |

|             |           |            |
| Heynckes 8’ | Marcatori | 36’ Braner |

| Arbitro: | Siebert |

|                            |           |  |
| Pohlschmidt 38’ Seeler 71’ | Marcatori |  |

| Arbitro: | Radermacher |

|                                    |           |  |
| Laumen 7’, 32’ Elfert 48’ Rupp 70’ | Marcatori |  |

| Arbitro: | Spinnler |

|                                        |           |                                    |
| Olk 15’ Brenninger 39’ Müller 63’, 68’ | Marcatori | 31’ Heynckes 41’ Wimmer 47’ Laumen |

| Arbitro: | Weyland |

|                            |           |              |
| Rupp 41’, 48’ Heynckes 84’ | Marcatori | 29’ Gerhardt |

| Arbitro: | Deuschel |

|                  |           |           |
| Siemensmeyer 67’ | Marcatori | 3’ Laumen |

| Arbitro: | Regely |

|                                  |           |                 |
| Heynckes 18’ Rupp 38’ Laumen 45’ | Marcatori | 43’ (rig.) Wild |

| Mönchengladbach 15 ottobre 1966, ore 16:00 CET 9ª giornata | Borussia M'gladbach | 0 – 0 referto | Eintracht Francoforte | Bökelbergstadion (28 000 spett.)\| Arbitro: \| Horstmann \| |
| Arbitro:                                                   | Horstmann           |               |                       |                                                             |

| Arbitro: | Schmidt |

|                             |           |          |
| Koslowski 60’ Hasebrink 88’ | Marcatori | 21’ Rupp |

| Arbitro: | Sturm |

|                       |           |  |
| Netzer 43’ Laumen 65’ | Marcatori |  |

| Arbitro: | Heumann |

|                                |           |                         |
| Höttges 61’ (rig.) Piontek 70’ | Marcatori | 30’ Netzer 55’ Heynckes |

| Arbitro: | Herden |

|                        |           |                              |
| Netzer 31’ (rig.), 47’ | Marcatori | 43’, 59’ Grosser 66’ Küppers |

| Arbitro: | Riegg |

|          |           |                       |
| Flohe 1’ | Marcatori | 64’ Laumen 85’ Netzer |

| Mönchengladbach 3 dicembre 1966, ore 15:00 CET 15ª giornata | Borussia M'gladbach | 0 – 0 referto | Eintracht Braunschweig | Bökelbergstadion (28 000 spett.)\| Arbitro: \| Siebert \| |
| Arbitro:                                                    | Siebert             |               |                        |                                                           |

| Arbitro: | Ott |

|  |           |                     |
|  | Marcatori | 38’ Laumen 44’ Rupp |

| Arbitro: | Schreiner |

|                                |           |                                    |
| Laumen 34’ Rupp 45’ Wimmer 86’ | Marcatori | 33’ Rühl 55’ van Haaren 62’ Kremer |

#### Girone di ritorno
| Arbitro: | Betz |

|                                                                               |           |  |
| Rupp 7’, 41’, 61’ Heynckes 21’, 85’, 90’ Laumen 30’, 57’, 70’ Netzer 47’, 67’ | Marcatori |  |

| Arbitro: | Wengenmayer |

|             |           |  |
| Anković 70’ | Marcatori |  |

| Arbitro: | Kreitlein |

|                                                    |           |                        |
| Milder 35’ (rig.) Rupp 49’ Heynckes 73’ Laumen 77’ | Marcatori | 6’ Kurbjuhn 71’ Dörfel |

| Arbitro: | Tschenscher |

|                                 |           |                     |
| Wosab 15’ Emmerich 38’ Held 73’ | Marcatori | 12’ Netzer 42’ Rupp |

| Arbitro: | Ott |

|                          |           |                       |
| Schwarzenbeck 74’ (aut.) | Marcatori | 3’ Roth 70’ Ohlhauser |

| Arbitro: | Sturm |

|                        |           |                              |
| Gerhardt 31’ Meyer 43’ | Marcatori | 63’ Wimmer 74’ (rig.) Netzer |

| Arbitro: | Seiler |

|               |           |  |
| Rupp 70’, 86’ | Marcatori |  |

| Arbitro: | Fritz |

|                                            |           |                                    |
| Wild 23’ (rig.) Müller 80’ Cieslarczyk 89’ | Marcatori | 14’ Heynckes 74’ Elfert 81’ Laumen |

| Arbitro: | Herden |

|              |           |  |
| Bechtold 61’ | Marcatori |  |

| Arbitro: | Tschenscher |

|                                        |           |                             |
| Heynckes 9’, 76’ Laumen 42’ Wimmer 73’ | Marcatori | 16’, 39’ Lippens 67’ Littek |

| Arbitro: | Seekamp |

|            |           |  |
| Brungs 32’ | Marcatori |  |

| Arbitro: | Riegg |

|            |           |               |
| Laumen 69’ | Marcatori | 59’ Danielsen |

| Arbitro: | Lutz |

|                                                   |           |                                          |
| Küppers 41’ (rig.), 80’ Konietzka 67’ Grosser 70’ | Marcatori | 8’ Heynckes 40’ Laumen 86’ (rig.) Netzer |

| Arbitro: | Seiler |

|                                  |           |  |
| Laumen 3’ Vogts 29’ Heynckes 41’ | Marcatori |  |

| Arbitro: | Tschenscher |

|                    |           |              |
| Ulsaß 84’ Maas 89’ | Marcatori | 57’ Heynckes |

| Arbitro: | Wolf |

|                   |           |                     |
| Milder 40’ (rig.) | Marcatori | 11’ Weiß 43’ Köppel |

| Arbitro: | Picker |

|                     |           |                                  |
| Manglitz 87’ (rig.) | Marcatori | 14’ Rupp 80’ Netzer 85’ Pöggeler |

### Coppa di Germania
| Arbitro: | Fritz |

|                                             |           |                      |
| Blechinger 25’ Neuser 37’, 85’ Herrmann 83’ | Marcatori | 1’ Wimmer 70’ Milder |

## Statistiche

### Statistiche di squadra
| Competizione      | Punti | In casa | In casa | In casa | In casa | In casa | In casa | In trasferta | In trasferta | In trasferta | In trasferta | In trasferta | In trasferta | Totale | Totale | Totale | Totale | Totale | Totale | DR  |
| Competizione      | Punti | G       | V       | N       | P       | Gf      | Gs      | G            | V            | N            | P            | Gf           | Gs           | G      | V      | N      | P      | Gf     | Gs     | DR  |
| ----------------- | ----- | ------- | ------- | ------- | ------- | ------- | ------- | ------------ | ------------ | ------------ | ------------ | ------------ | ------------ | ------ | ------ | ------ | ------ | ------ | ------ | --- |
| Bundesliga        | 34    | 17      | 9       | 5       | 3       | 45      | 19      | 17           | 3            | 5            | 9            | 25           | 30           | 34     | 12     | 10     | 12     | 70     | 49     | +21 |
| Coppa di Germania | -     | 0       | 0       | 0       | 0       | 0       | 0       | 1            | 0            | 0            | 1            | 2            | 4            | 1      | 0      | 0      | 1      | 2      | 4      | -2  |
| Totale            | 34    | 17      | 9       | 5       | 3       | 45      | 19      | 18           | 3            | 5            | 10           | 27           | 34           | 35     | 12     | 10     | 13     | 72     | 53     | +19 |

### Andamento in campionato
| Giornata  | 1 | 2  | 3  | 4 | 5  | 6 | 7 | 8 | 9 | 10 | 11 | 12 | 13 | 14 | 15 | 16 | 17 | 18 | 19 | 20 | 21 | 22 | 23 | 24 | 25 | 26 | 27 | 28 | 29 | 30 | 31 | 32 | 33 | 34 |
| --------- | - | -- | -- | - | -- | - | - | - | - | -- | -- | -- | -- | -- | -- | -- | -- | -- | -- | -- | -- | -- | -- | -- | -- | -- | -- | -- | -- | -- | -- | -- | -- | -- |
| Luogo     | T | C  | T  | C | T  | C | T | C | C | T  | C  | T  | C  | T  | C  | T  | C  | C  | T  | C  | T  | C  | T  | C  | T  | T  | C  | T  | C  | T  | C  | T  | C  | T  |
| Risultato | N | N  | P  | V | P  | V | N | V | N | P  | V  | N  | P  | V  | N  | V  | N  | V  | P  | V  | P  | P  | N  | V  | N  | P  | V  | P  | N  | P  | V  | P  | P  | V  |
| Posizione | 9 | 11 | 14 | 9 | 11 | 7 | 8 | 5 | 5 | 8  | 7  | 7  | 9  | 7  | 7  | 6  | 5  | 4  | 5  | 4  | 5  | 7  | 8  | 5  | 6  | 7  | 6  | 7  | 8  | 9  | 8  | 11 | 11 | 8  |

Legenda:

Luogo: C = Casa; T = Trasferta. Risultato: V = Vittoria; N = Pareggio; P = Sconfitta.

### Statistiche dei giocatori
| Giocatore     | Bundesliga | Bundesliga | Bundesliga  | Bundesliga | Coppa di Germania | Coppa di Germania | Coppa di Germania | Coppa di Germania | Totale   | Totale | Totale      | Totale     |
| Giocatore     | Presenze   | Reti       | Ammonizioni | Espulsioni | Presenze          | Reti              | Ammonizioni       | Espulsioni        | Presenze | Reti   | Ammonizioni | Espulsioni |
| ------------- | ---------- | ---------- | ----------- | ---------- | ----------------- | ----------------- | ----------------- | ----------------- | -------- | ------ | ----------- | ---------- |
| V. Danner     | 33         | 0          | 0           | 0          | 1                 | 0                 | 0                 | 0                 | 34       | 0      | 0           | 0          |
| V. Durković   | 10         | 0          | 0           | 0          | 0                 | 0                 | 0                 | 0                 | 10       | 0      | 0           | 0          |
| G. Elfert     | 28         | 2          | 0           | 0          | 1                 | 0                 | 0                 | 0                 | 29       | 2      | 0           | 0          |
| A. Ernst      | 1          | 0          | 0           | 0          | 0                 | 0                 | 0                 | 0                 | 1        | 0      | 0           | 0          |
| J. Heynckes   | 30         | 15         | 0           | 0          | 1                 | 0                 | 0                 | 0                 | 31       | 15     | 0           | 0          |
| A. Jansen     | 0          | 0          | 0           | 0          | 0                 | 0                 | 0                 | 0                 | 0        | 0      | 0           | 0          |
| M. Kempers    | 1          | 0          | 0           | 0          | 0                 | 0                 | 0                 | 0                 | 1        | 0      | 0           | 0          |
| H. Laumen     | 31         | 18         | 0           | 0          | 1                 | 0                 | 0                 | 0                 | 32       | 18     | 0           | 0          |
| H. Lowin      | 20         | 0          | 0           | 0          | 1                 | 0                 | 0                 | 0                 | 21       | 0      | 0           | 0          |
| E. Milder     | 34         | 2          | 0           | 0          | 1                 | 1                 | 0                 | 0                 | 35       | 3      | 0           | 0          |
| G. Netzer     | 31         | 11         | 0           | 0          | 1                 | 0                 | 0                 | 0                 | 32       | 11     | 0           | 0          |
| M. Orzessek   | 1          | 0          | 0           | 0          | 0                 | 0                 | 0                 | 0                 | 1        | 0      | 0           | 0          |
| R. Pöggeler   | 7          | 1          | 0           | 0          | 0                 | 0                 | 0                 | 0                 | 7        | 1      | 0           | 0          |
| H. Raßmanns   | 0          | 0          | 0           | 0          | 0                 | 0                 | 0                 | 0                 | 0        | 0      | 0           | 0          |
| B. Rupp       | 32         | 15         | 0           | 0          | 1                 | 0                 | 0                 | 0                 | 33       | 15     | 0           | 0          |
| D. Schollbach | 2          | 0          | 0           | 0          | 0                 | 0                 | 0                 | 0                 | 2        | 0      | 0           | 0          |
| E. Spinnler   | 3          | 0          | 0           | 0          | 0                 | 0                 | 0                 | 0                 | 3        | 0      | 0           | 0          |
| M. Vitus      | 0          | 0          | 0           | 0          | 0                 | 0                 | 0                 | 0                 | 0        | 0      | 0           | 0          |
| B. Vogts      | 34         | 1          | 0           | 0          | 1                 | 0                 | 0                 | 0                 | 35       | 1      | 0           | 0          |
| W. Waddey     | 0          | 0          | 0           | 0          | 0                 | 0                 | 0                 | 0                 | 0        | 0      | 0           | 0          |
| H. Wimmer     | 34         | 3          | 0           | 0          | 1                 | 1                 | 0                 | 0                 | 35       | 4      | 0           | 0          |
| W. Wimmer     | 10         | 1          | 0           | 0          | 0                 | 0                 | 0                 | 0                 | 10       | 1      | 0           | 0          |
| H. Wittmann   | 32         | 0          | 0           | 0          | 1                 | 0                 | 0                 | 0                 | 33       | 0      | 0           | 0          |